# Milanovo (miasto Vranje)
Milanovo (cyr. Миланово) – wieś w Serbii, w okręgu pczyńskim, w mieście Vranje. W 2011 roku liczyła 211 mieszkańców.